# Scarbroughia delicatula
Scarbroughia delicatula är en tvåvingeart som först beskrevs av James Stewart Hine 1918.  Scarbroughia delicatula ingår i släktet Scarbroughia och familjen rovflugor. Inga underarter finns listade i Catalogue of Life.